# اسقف‌نشین باکو و آذربایجان

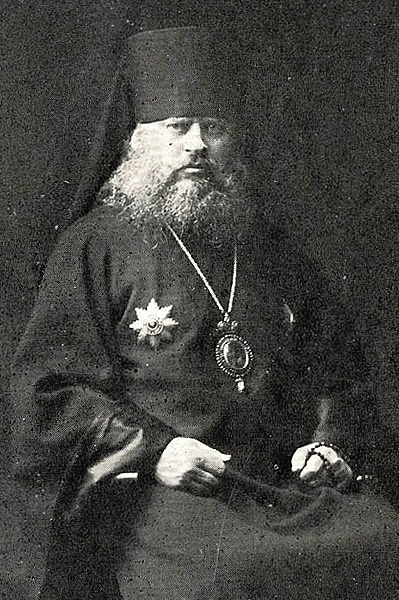
اسقف «پلاتن»، اسقف اعظم کلان‌شهرهای تفلیس و باکو (۱۹۱۷–۱۹۱۸)

اسقف‌نشین باکو و آذربایجان (روسی: Бакинская и Азербайджанская епархия) به حوزه نفوذ شرعی کلیسای ارتدکس روسی در جمهوری آذربایجان گفته می‌شود. اکثریت اعضای آن را شهروندان روس‌تبار آذربایجان تشکیل می‌دهند. حیطه نفوذ شرعی اسقف‌نشین ارتدکس روسی باکو و آذربایجان سراسر قلمرو این کشور را پوشش می‌دهد، که مرکز اصلی آن کلیسای جامع مربه‌دستان مقدس است. یک کلیسای روسی دیگر نیز به اسم کلیسای میکائیل آرکانجل نیز در باکو وجود دارد.

## تاریخچه
در طول تاریخ، آذربایجان به تصرف امپراتوری روسیه و اتحاد جماهیر شوروی سوسیالیستی درآمده است. ساخت اولین کلیسای ارتدکس روسی به سال ۱۸۱۵، ۲ سال بعد از امضاء عهدنامه گلستان در پی جنگ‌های ایران و روسیه در دوره قاجار، بازمی‌گردد. قبلاً نیز کلیساهای ارتدکس روسی در شهرهای گنجه و شماخی آذربایجان بنا شده بود. از آنجا که کل منطقه قفقاز تحت سلطه روسیه بود، حوزه صلاحیت قضایی کلیسای ارتدکس گرجی گسترش یافت و قلمروهای کنونی کشورهای گرجستان، ارمنستان و جمهوری آذربایجان را دربرگرفت. در سال ۱۹۰۵، اسقف‌نشینی که امروز اسقف‌نشین باکو و آذربایجان نام دارد، تأسیس شد.
در بهار سال ۱۹۱۷، با وجود اینکه کلیسای ارتدکس گرجی دوباره دایر شد، اما این بار تنها نقاط گرجستان را پوشش داد. همزمان، کلیسای ارتدکس روسی و اسقف اعظم آن، «پلاتن»، اختیارات شرعی خود را در محدوده سرزمین‌های منطقه قفقاز به استثنای گرجستان حفظ کردند. در این راستی، اسقف‌نشین قفقاز کلیسای ارتدکس روسی در تابستان سال ۱۹۱۷ بنیان‌گذاری و «پلاتن» اسقف اعظم کلان‌شهرهای باکو و تفلیس شد. اسقف «سیریل» در بهار سال ۱۹۱۸ جایگزین او شد. بعد از آنکه در سال ۱۹۲۰ او سمت دیگری را بر عهده گرفت، دیگر هیچ اسقفی در این منطقه تعیین نشد.
در نتیجه سیاست‌های ضددینی شوروی تمامی این فعالیت‌های مذهبی ممنوع شد. با این حال، در سال ۱۹۴۴ بود که کلیسای ارتدکس روسی در باکو مجدداً گشایش یافت. در سال ۲۰۱۱، حوزه قضایی اسقف‌نشین محلی روسی به درون مرزهای جمهوری آذربایجان تقلیل یافت و به اسقف‌نشین باکو و آذربایجان تغییر نام داده شد.